# Brémoy
Brémoy (Ausspracheⓘ) ist eine französische Gemeinde mit 257 Einwohnern (Stand: 1. Januar 2022) im Département Calvados in der Region Normandie. Sie gehört zum Arrondissement Vire und zum Kanton Les Monts d’Aunay. Die Einwohner werden als Brémontois bezeichnet.

## Geografie
Brémoy liegt rund 38 km südwestlich von Caen. Umgeben wird die Gemeinde von Souleuvre en Bocage in gesamter südlicher, westlicher als auch nördlicher Richtung sowie Dialan-sur-Chaîne im Nordosten, im Osten und Südosten.

## Bevölkerungsentwicklung
| Jahr                             | 1793 | 1836 | 1876 | 1926 | 1946 | 1968 | 1990 | 2011 |
| Einwohner                        | 588  | 556  | 447  | 353  | 281  | 209  | 181  | 214  |
| Quelle: Cassini, EHESS und INSEE |      |      |      |      |      |      |      |      |

## Sehenswürdigkeiten

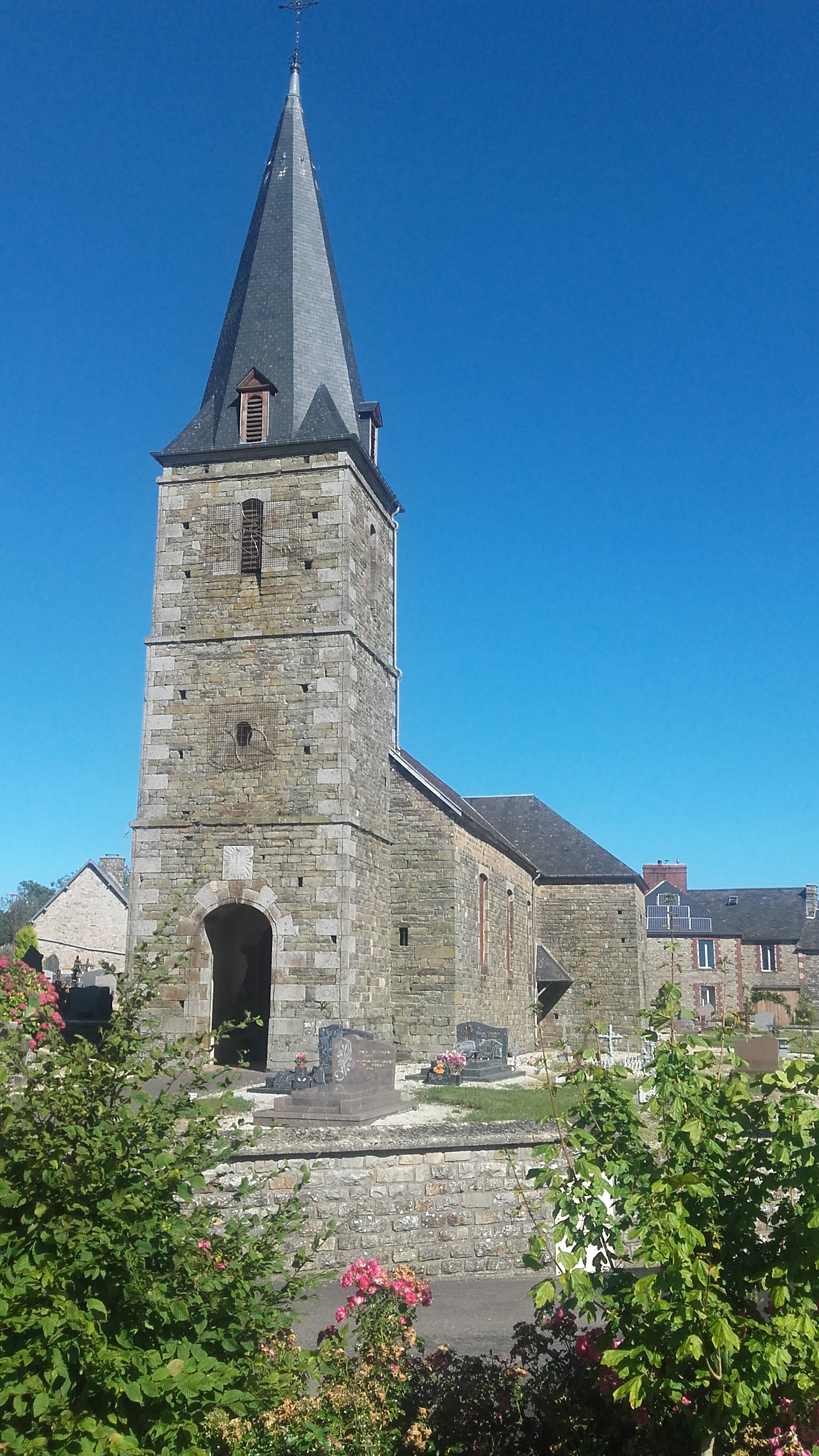
Kirche Saint-Jean-Baptiste

- Kirche Saint-Jean-Baptiste aus dem 16./17. Jahrhundert